# Germantown (thị trấn), Wisconsin
Germantown là một thị trấn thuộc quận Washington, tiểu bang Wisconsin, Hoa Kỳ. Năm 2010, dân số của thị trấn này là 251 người.